# Río Grey (Chile)
El río Grey es un curso natural de agua que nace en el lago Grey y fluye a través del parque nacional Torres del Paine en dirección sudeste para desembocar en el río Serrano.

## Trayecto
Las aguas del río Grey provienen del Campo de Hielo Sur, uno de cuyos glaciales, el glaciar Grey, derrama sus deshielos en el lago Grey. En el extremo sur del lago comienza el río Grey que es su emisario.

## Caudal y régimen
La cuenca hidrográfica del río Serrano consta de tres subcuencas, la del río de las Chinas, la de los ríos Don Guillermo junto al Tres Pasos y la tercera es la del río Serrano (mismo) que incluye a las del Paine y el río Grey. 
La cuenca Peine-Grey tiene marcado régimen glacial, con crecidas en verano, resultado de los deshielos de los ventisqueros ubicados en la parte superior de ambas (sub)cuencas. Los menores caudales se presentan en invierno. En años húmedos y secos los mayores caudales se observan entre noviembre y abril, mientras que los menores lo hacen entre junio y septiembre.

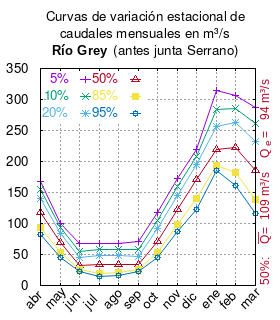
Curvas de variación estacional del río Grey antes de la junta con el río Serrano.

El caudal del río (en un lugar fijo) varía en el tiempo, por lo que existen varias formas de representarlo. Una de ellas son las curvas de variación estacional que, tras largos periodos de mediciones, predicen estadísticamente el caudal mínimo que lleva el río con una probabilidad dada, llamada probabilidad de excedencia. La curva de color rojo ocre (con {\displaystyle {\color {Red}\vartriangle }}) muestra los caudales mensuales con probabilidad de excedencia de un 50%. Esto quiere decir que ese mes se han medido igual cantidad de caudales mayores que caudales menores a esa cantidad. Eso es la mediana (estadística), que se denota Qe, de la serie de caudales de ese mes. La media (estadística) es el promedio matemático de los caudales de ese mes y se denota {\displaystyle {\overline {Q}}}. 
Una vez calculados para cada mes, ambos valores son calculados para todo el año y pueden ser leídos en la columna vertical al lado derecho del diagrama. El significado de la probabilidad de excedencia del 5% es que, estadísticamente, el caudal es mayor solo una vez cada 20 años, el de 10% una vez cada 10 años, el de 20% una vez cada 5 años, el de 85% quince veces cada 16 años y la de 95% diecisiete veces cada 18 años. Dicho de otra forma, el 5% es el caudal de años extremadamente lluviosos, el 95% es el caudal de años extremadamente secos. De la estación de las crecidas puede deducirse si el caudal depende de las lluvias (mayo-julio) o del derretimiento de las nieves (septiembre-enero).

## Historia
El baqueano Santiago Zamora (1870 – 90). Fue el primer hombre blanco que llegó a la zona hoy conocida como Torres del Paine. Llegó en busca de guanacos, ñandúes y otros animales y fue un buen conocedor de la región. También el año 1879 se registra a Lady Florence Dixie, quien publicó sus memorias en Across patagonia. 
Por encargo del gobierno chileno, el explorador Tomas Rogers (1879) descubrió los hitos naturales que más tarde se llamarían río Paine, lago Sarmiento de Gamboa y lago Nordenskjöld. Su expedición llegó hasta cerca del lago Pehoé y a su regreso descubrió el lago Toro.: 67 
A partir de 1890 comenzaron las tierras a ser utilizadas para el pastoreo por colonos que salían desde Punta Arenas. Unos años más tarde, 1895–1908, Otto Nordenskjöld (1905) y Carl Skottsberg (1908) exploraron la región.
El año 1910, se comenzaron a formar estancias que gestionaban grandes manadas de ganado. El sacerdote italiano Alberto María de Agostini llegó en 1920 a la zona.